# Coxitis fugax

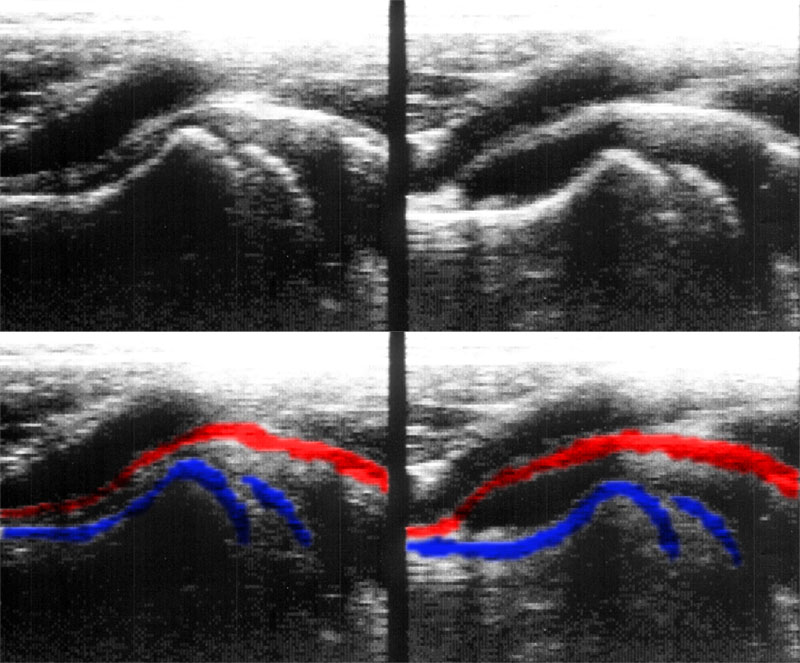
Sonographie einer normalen (links) und entzündeten (rechts) Hüfte eines Kindes. Unten blau gefärbt: Knochengrenzen (jeweils links Schaft, rechts Kopfkern, getrennt durch Wachstumszone) rot gefärbt: Kapsel.

Die Coxitis fugax, auch Hüftschnupfen, Coxalgia fugax oder Transiente Synovitis genannt, (ICD-10: M12.8) ist eine keimfreie Entzündung des Hüftgelenkes und äußert sich in Humpeln und plötzlich auftretenden, in das Knie ausstrahlenden Schmerzen. Es findet sich eine Einschränkung der Hüftrotation (Drehung des Beines im Hüftgelenk). Sie tritt meist bei Kindern oder Jugendlichen von drei bis zehn Jahren (häufig Jungen) auf und verschwindet innerhalb von ein bis zwei Wochen spontan (lat. fugax = vorübergehend). Häufig ging der Coxitis fugax eine virale Atemwegs-Infektion voraus. Leichtes Fieber und eine mäßige Beschleunigung der Blutkörperchensenkungsgeschwindigkeit sind möglich.

## Diagnostik
Die Diagnose wird per Sonographie gesichert. Der Gelenkerguss in der Hüfte zeigt sich im Bild rechts deutlich durch die vom Knochen abgehobene Kapsel.
Ein Röntgenbild ist zur Stellung der Diagnose nicht erforderlich, kann aber zur Differenzialdiagnose sinnvoll sein: Hüftbeschwerden in diesem Lebensabschnitt bedürfen immer einer weitergehenden Beobachtung aufgrund der symptomatischen Ähnlichkeit zum Morbus Perthes, zur jugendlichen Hüftkopflösung und juvenilen idiopathischen Arthritis.
Bei entsprechendem Verdacht sollte durch Punktion eine bakterielle (eitrige) Coxitis ausgeschlossen werden. Weitere Untersuchungen schließen Entzündungsparameter und HLA-B27 mit ein.

## Ursachen
Die Ursache für eine Coxitis fugax sind unklar. Vermutet wird ein Zusammenhang mit einer Immunreaktion des Körpers, beispielsweise nach einem viralen Infekt der Atemwege. Zusammenhänge mit anderen Krankheitsbildern der Hüfte, wie einer Hüftdysplasie, müssen medizinisch ausgeschlossen werden.
Typische Anzeichen der Erkrankung sind einseitige Schmerzen direkt an der Hüfte und der Leiste sowie äußerlich erkennbares Humpeln.

## Therapie
Bei sicherer Diagnose reicht Schonung und eventuell ein niedrig dosiertes Antiphlogistikum – sehr im Gegensatz zur bakteriellen Coxitis, die in aller Regel operativ behandelt werden muss.
Die Dauer der Erkrankung schätzen Mediziner bei entsprechender Behandlung auf einige wenige Tage. Im Durchschnitt heilen die Entzündung und der Gelenkerguss nach fünf bis sieben Tagen vollständig ab.

## Geschichte
Der Hüftschnupfen wurde 1892 von Robert Williamson Lovett und John Lovett Morse zum ersten Mal beschrieben. Sie grenzten die Krankheit von der Hüftgelenktuberkulose ab, da die Dauer der Symptomatik bei dieser weit über zehn Tagen liegt. Sie deuteten auch an, dass eine Diagnose erst einige Tage nach Rückgang der Symptome zu stellen sei.